# 마이크로-디젤 효과
마이크로-디젤 효과(micro-diesel effect)는 디젤 엔진에서와 같이 기포 내의 유압유-공기 혼합물에서 자연발화가 되는 현상이다. 기포가 폭발하면 유압유가 공기가 없어진 부분을 채워주게 된다. 유체가 좁은 단면을 지난 후 압력이 상승하게 되면 공기의 압축으로 인하여 높은 온도가 형성되고 기포가 폭발한다. 이때, 디젤 엔진에서와 같이 기포 내의 유압유-공기 혼합물에서 자연발화가 일어난다.

## 참고 문헌
- 공유압제어 저자- 신흥렬[쪽 번호 필요]